# 粒子數算符
在量子力學中，粒子數算符（英語：particle number operator）是在無法精確觀測粒子數的系統中，用來計算可以量測到的粒子數目。

## 符號
<N>

## 大小
N=升算符*降算符 
見階梯算符、創生及消滅算符